# 棘茄鱼
棘茄鱼（学名：Halieutaea stellata）为輻鰭魚綱鮟鱇目棘茄鱼亞目棘茄魚科棘茄鱼属的鱼类。分布于朝鲜、日本、印度洋北部沿岸、印度尼西亚以及中国南海、东海、黄海等海域，属于近海暖温性底层小型鱼类，棲息深度50-400公尺，體長可達30公分，其多栖息于喜潜伏于海湾滩涂以及沙泥底质的浅海底部。可作药用。该物种的模式产地在日本。
它体长可达30公分。